# Utopia (песен на Уидин Темптейшън)
„Utopia“ е първият сингъл от акустичния лайф албум на холандската рок група Within Temptation. Песента включва гост вокалите на британския певец Крис Джоунс. Джоунс изпълнява и гост вокали в албума „Imagine“ на холандския DJ Армин ван Бюрен, където се запознава с Шарън ден Адел. Песента няма много общо с предишни творби на групата, а китаристът Робърт Уестърхолт допълва, че е създадена за да промотира албума и пасва идеално на акустичните интерпретации на песните. Сингълът е издаден на 23 октомври 2009 г. 

## Песни
1. „Utopia“ (с участието на Chris Jones) – 03:49
2. „Restless“ (Live at Beursgebouw Eindhoven 23-11-2007) – 05:59

## Видео
Видео клипът е качен на официалната youtube страница на Within Temptation на 28 септември 2009. Видеото показва как мъж става свидетел на различни престъпления, докато се разхожда. Вижда как крадец взима портмонето на сляпа жена, момче открадва чантата на старица, проституция. Спасява малко момче от това да бъде блъснато от кола, когато случайно изпуска играчката си на улицата. Когато момчето се обръща за да види кой го е спасил не вижда никого, което предполага, че мъжът е ангел/призрак. Също така се вижда изпълнението на групата в порутена сграда.

## Позиция в Чарта
| Чарт                  | Позиция |
| --------------------- | ------- |
| Dutch Singles Chart   | #52     |
| Belgium Singles Chart | #37     |
| Swiss Singles Chart   | #88     |
| Polish Top 50 Singles | #2      |